# Jan Bachleda Tajber
Jan Bachleda Tajber (* data narození a úmrtí jsou neznámé) byl Goral ze Zakopaného, jeden z nejlepších tatranských horských vůdců z konce 19. a počátku 20. století.
Kolem roku 1890 získal vůdcovský odznak II. třídy, před rokem 1900 odznak I. třídy. Na vysokohorských výpravách provázel kromě jiných, horolezce Karla Potkańskiego, Kazimierza Tetmajera a Janusze Chmielowskiego, často spolu se starším horským vůdcem Klimkem Bachledou.

## Horolezecké úspěchy
- Druhý výstup na Mnicha ( 1887, s Karlem Potkańskim a Klimkem Bachledou)
- Prvovýstup na Malý Ganek ( 1892, při pokusu o výstup na Ganek)
- Prvovýstup na Bradavicu. První úspěšný a historický dokázaný výstup na dva nejvyšší vrcholky Bradavice udělali 14. srpna 1892 Poláci Edward a Jan Koelichenovci, Franciszek Krystalowicz, Kazimierz Przerwa-Tetmajer, Tadeusz Zelenský-Boy a horští vůdci Klimek Bachleda, Jan Bachleda Tajber, Jozef Haziak a Jan Obrochta Tomkowy.
- Prvovýstup na Rumanov štít ( 1902 s Januszom Chmielowskim)
- Zúčastnil se na prvním několikadenním přechodu po tatranském hřebeni od Salatína po Čubrinu ( 1902 s Teodorem Eichenwaldom, Ferdynandom Rabowskim i Wojciechem Tylka Sulejom)
- Prvovýstup na Čubrinu ( 1902 s Eichenwaldom, Rabowskim a Tylko Sulejom)
- Druhý (s Eichenwaldom, Rabowskim a Tylko Sulejom), třetí a čtvrtý výstup na Batizovský štít (1902-1904)
- Druhý výstup z Polského hřebene na Bradavicu (1902 s Eichenwaldom, Rabowskim a tTlko Sulejom)
- Prvovýstup přes Východné Batizovské sedlo ( 1903 s Chmielowskim i K. Bachledom)
- Pokus o zdolání severní a jižní stěny Ostrého štítu (1904)
- Prvovýstup na Kozí štít ( 1904 s Chmielowskim a K. Bachledom) [1]